# Тамрат, Таддесси
Тадде́сси Тамра́т (Та́ддэсэ; амх. ታደሰ ታምራት; 4 августа 1935, Аддис-Абеба — 23 мая 2013, Чикаго, Иллинойс) — эфиопский историк, специалист по эфиопистике

## Биография
Родился 4 августа 1935 года в Аддис-Абебе в семье священника Эфиопской православной церкви Гебреисуса Тамрата.
Получил образование по традиционной системе Эфиопской православной церкви, где был рукоположен во диакона. В юности учился в соборе Святой Троицы в Аддис-Абебе, но его отец настоял на том, чтобы он обучался в более традиционной церковной школе и смог правильно выучить язык геэз.
В 1962 году окончил Университет имени Хайле Селассие I, получив бакалавра гуманитарных наук по истории.
В 1968 году получил доктора философии по истории, защитив в Школе востоковедения и африканистики Лондонского университета под научным руководством Роланда Оливера диссертацию по теме «Церковь и государство в Эфиопии 1270–1527 годов». Во время учёбы представил семинарский доклад, посвящённый стефанитской ереси XV века в Эфиопской церкви, который по совету его научных руководителей Эдварда Уллендорффа и Роланда Оливера был представлен и издан в научном журнале Rassegna di studi etiopici, став первой статьёй, опубликованной за пределами Эфиопии, в которой Тамрат показал глубокие знания традиционных эфиопских православных источников и его взаимодействие с более широким академическим миром.
Работал в Аддис-Абебском университете, был преподавателем и доцентом исторического отделения (19681972), затем заведующим этим отделением (19761977), председателем издательского совета университета (19771980) и, наконец,  с 1977 года  профессором истории и руководителем Института эфиопистики .
Стажировался и преподавал в ряде вузов Соединённых Штатов. В 1960–1980 годах — приглашённый профессор Калифорнийского университета, Северо-Западного университета и Иллинойсского университета в Урбане-Шампейне.
Член Академии амхарского языка (1979), редактор Journal of Ethiopian Studies («Журнал эфиопских исследований», 1980). Основные работы были посвящены феодальной эпохе в истории Эфиопии и в частности роли церкви. В советских источниках считался представителем «прогрессивного течения в эфиопской историографии», отмечалось, что историк эволюционировал от либерально-позитивистского понимания факторов исторического процесса к диалектико-материалистическим воззрениям.
Жена — Алмаз (умерла в июле 2012), в браке с которой прожил 45 лет. Отец троих дочерей.
Умер 24 мая 2013 года в больнице в Чикаго.

## Награды
- Почётная медаль Коллеж де Франс
- Отдел рукописей Институт эфиопистики[англ.] носит имя Тамрата

## Научные труды

### Монографии
- Tamrat T. Church and State in Ethiopia 1270—1527. — Oxford: Clarendon Press, 1972. — 327 p. ISBN 0198216718.

### Статьи
- Tamrat T. The Chronicle of ’Amde-Siyon. Review of The Glorious Victories of ’Amde-Siyon, King of Ethiopia, by G. W. B. Huntingford. // The Journal of African History[англ.]. — 1966. — Vol. 7. — № 3. — P. 511—514.
- Tamrat T. Some notes on the fifteenth century Stephanite «heresy» in the Ethiopian Church. // The Rassegna Di Studi Etiopici[фр.]. — 1966. — Vol. 22. — P. 103—115.
- Tamrat T. Amhara-The Cultural Background. Review of Wax and Gold: Tradition and Innovation in Ethiopian Culture, by D. N. Levine. // The Journal of African History[англ.]. — 1967. — Vol. 8. — № 2. — P. 352—354.
- Tamrat T. The Abbots of Däbrä-Hayq 1248—1535. Journal of Ethiopian Studies. — 1970. — Vol. 8. — № 1. — P. 87-117.
- Tamrat T. A Short Note on the Traditions of Pagan Resistance to the Ethiopian Church (14th and 15th Centuries). // Journal of Ethiopian Studies. — 1972. — Vol. 10. — № 1. — P. 137—150.
- Tamrat T. Process of Ethnic Interaction and Integration in Ethiopian History: The Case of the Agaw. // The Journal of African History. — 1988. — Vol. 29. — № 1. — P. 5-18.
- Tamrat T. Ethnic Interaction and Integration In Ethiopian History: The Case of the Gafat. // Journal of Ethiopian Studies. — 1988. — Vol. 21. — P. 121—154.
- Tamrat T. Enrico Cerulli (1898—1988) In Appreciation of His Great Ethiopian Scholarship. // Journal of Ethiopian Studies. — 1990. — Vol. 23. — P. 85-92.
- Tamrat T. Place Names in Ethiopian History. Review of The Historical Geography of Ethiopia, from the First Century A.D. to 1704, by G. W. B. Huntingford, R. Pankhurst, & D. Appleyard. // Journal of Ethiopian Studies. — 1991. — Vol. 24. — P. 115—131.
- Tamrat T. Lost in Ethiopia. Review of The Historical Geography of Ethiopia: From the First Century A.D. to 1704, by G. W. B. Huntingford, R. Pankhurst, & D. Appleyard. // The Journal of African History[англ.]. — 1992. — Vol. 33. — № 1. — P. 135—137.
- Tamrat T. Aksum Chronology. Review of Aksum: An African Civilization of Late Antiquity, by S. Munro-Hay. // The Journal of African History[англ.]. — 1994. — Vol. 35. — № 1. — P. 138—141.
- Tamrat T. Review of The Evolution of the Ethiopian Jews: A History of the Beta Israel (Falasha) to 1920; The Beta Israel (Falasha) in Ethiopia: From the Earliest Times to the Twentieth Century, by J. Quirin & S. Kaplan. // Journal of Religion in Africa[англ.]. — 1994. — Vol. 24. — № 1. — P. 82-86. doi:10.2307/1581384
- Gupta S., Tamrat T. International Conference of Ethiopian Studies 1959—1991. // Journal of Ethiopian Studies. — 1994. — Vol. 27. — № 1. — P. 29-142.
- Tamrat T. The Pitfalls of Translation. Review of Prowess, Piety and Politics: The Chronicles of Abeto Iyasu and Empress Zewditu of Ethiopia (1909—1930), by A. G.-I. Elyas & R. K. Molvaer. // The Journal of African History[англ.]. — 1996. — Vol. 37. — № 1. — P. 166—167.
- Tamrat T. Review of Traditional Ethiopian Exegesis of the Book of Psalms, by K. S. Pedersen. // Journal of Ethiopian Studies. — 1997. — Vol. 30. — № 1. — P. 125—128.
- Tamrat T. Ethiopian Calendar & Millennia Highlights. // International Journal of Ethiopian Studies. — 2008. — Vol. 3. — № 2. — P. 177—188.

### На русском
- Таддэсэ Тамрат. Отражение социальных противоречий в Эфиопии в средневековой литературе на языке геэз // Всесоюзная конференция по эфиопским исследованиям. Москва, 19-21 июня 1979 г. Тезисы докладов. — М.: Институт Африки АН СССР, 1979.
- Таддэсэ Тамрат. О феодализме в Эфиопии // Эфиопские исследования. История, культура. — М.: Наука, 1981.

## Переводы
- Gabre Yesus, Afawerk. ‘Tobbya’, trans. by Tadesse Tamrat // Ethiopian Observer. — 1964. — Vol. 8. — P. 242–267.